# Get It On
Get It On är en låt komponerad av Marc Bolan som lanserades av glamrockgruppen T. Rex 1971. Låten fanns med på albumet Electric Warrior och släpptes även som singel. Den blev gruppens andra Englandsetta, en stor hit i Europa och deras enda hit i USA. I USA döptes låten om till "Bang a Gong (Get It On)" då gruppen Chase hade en hit med en annan låt med samma titel just vid tidpunkten.
I slutet av Get It On citerar Marc Bolan kort Chuck Berry-låten "Little Queenie". Rick Wakeman spelar låtens inledande pianoglissando. Alla låtens saxofoner spelas av Ian McDonald, känd för sitt arbete med King Crimsons debutalbum. Mark Volman och Howard Kaylan från The Turtles medverkar med körsång på låten. Den spelades senare in av The Power Station.

## Listplaceringar
| Lista (1971-1972) | Position               |
| ----------------- | ---------------------- |
| Australien        | 11 (Go Set)            |
| Danmark           | 15 ("Pladetoppen")     |
| Finland           | 26                     |
| Frankrike         | 32                     |
| Irland            | 1                      |
| Kanada            | 12 (RPM)               |
| Nederländerna     | 13                     |
| Norge             | 6 (VG-lista)           |
| Schweiz           | 3                      |
| Spanien           | 14                     |
| Storbritannien    | 1                      |
| Sverige           | 5 (Kvällstoppen)       |
| Sverige           | 6 (Tio i topp)         |
| USA               | 10 (Billboard Hot 100) |
| Västtyskland      | 3                      |